# Richard Malmros
Richard Malmros (født 18. marts 1905, død 30. marts 2000) var en dansk læge med speciale i neurokirurgi. Han var fader til historikeren Rikke Malmros, arkæologen Claus Malmros, fysioterapeuterne Lotte og Eli Birgitte Malmros samt filminstruktøren Nils Malmros, der har skildret faderen i filmen At kende sandheden fra 2002.
Malmros blev født i Esbjerg, hvor han tog studentereksamen. Herefter studerede han medicin ved Københavns Universitet og blev cand.med. i 1931. I 1935 blev han ansat ved neurokirurgisk afdeling på Militærhospitalet. Da Århus Kommunehospital i 1943 åbnede en neurokirurgisk afdeling, blev Malmros chef for denne, og i 1954 blev han professor i neurokirurgi på Aarhus Universitet. Han gik på pension i 1975.
Malmros' disputats fra 1942, Den lumbale diskusprolaps og ligamentære rodkompression, fik stor betydning for udviklingen af kirurgisk behandling af diskusprolapser.
I sine første år som neurokirurg anvendte Malmros i mangel af alternativer det radioaktive kontrastmiddel Thorotrast, der senere viste sig at kunne forårsage leverkræft. Fra efteråret 1987 oprullede journalist Jens Jørgen Espersen en regulær Thorotrastskandale, da det blev afsløret, at myndighederne ikke havde informeret de berørte patienter, da man senere fandt ud af faren, men samtidig fulgte dem via et hemmeligt register. Der blev særligt sat fokus på en retssag i 1985, hvor Malmros var blevet frifundet for lægefejl i forbindelse med brugen af Thorotrast i et konkret tilfælde.[kilde mangler]
Sagen mundede ud i en erstatningssag mod Rigshospitalet hvor de indblandede læger 11. november 1992 ved Østre Landsret blev frikendt for lægefejl i forbindelse med brugen af Thorotrast. Skandalen berørte Malmros dybt, selvom han mente at have handlet rigtigt.
Richard Malmros' buste, der er udført af Thomas Andersson, står foran Århus Kommunehospital.